# Liste de pays par date de transition vers un régime républicain
Cet article liste, non exhaustivement, des pays selon leur date de transition vers un régime républicain. Ceux qui plus tard restaurent leur monarchie sont marqués par une couronne accompagné par la date.

## Liste des pays

### XIIIesiècle
- Saint-Marin : 1243

### XVIesiècle
- Provinces-Unies : 26 juillet 1581

### XVIIesiècle
- Suisse : 24 octobre 1648 (Ancienne Confédération suisse)
- Angleterre : 19 mai 1649 (Commonwealth d'Angleterre)
- Angleterre : 7 mai 1659 (Commonwealth d'Angleterre) ( 29 mai 1660)
- Algérie : Juin 1659 (Régence d'Alger)

### XVIIIesiècle
- États-Unis : 4 juillet 1776
- France : 21 septembre 1792 (Première République) ( 18 mai 1804)
- Provinces-Unies : 1795 (République batave) ( 5 juin 1806)
- Irlande : 31 août 1798 (République du Connaught)

### XIXesiècle
- Italie : 26 janvier 1802 (République napoléonienne)
- Paraguay : 15 mai 1811
- Argentine : 9 juillet 1816
- Chili : 12 février 1818
- Venezuela : 15 août 1819
- Colombie : 17 décembre 1819 (Grande Colombie)
- Panama : 17 décembre 1819 (dans la Grande Colombie)
- Grèce : 12 janvier 1822 (Première République)
- Équateur : 24 mai 1822 (dans la Grande Colombie)
- Costa Rica : 1 juillet 1823 (République fédérale d'Amérique centrale)
- Salvador : 1 juillet 1823 (République fédérale d'Amérique centrale)
- Guatemala : 1 juillet 1823 (République fédérale d'Amérique centrale)
- Honduras : 1 juillet 1823 (République fédérale d'Amérique centrale)
- Nicaragua : 1 juillet 1823 (République fédérale d'Amérique centrale)
- Pérou : 9 décembre 1824
- Bolivie : 6 août 1825
- Uruguay : 4 octobre 1828
- Liberia : 26 juillet 1847
- France : 24 février 1848 (Deuxième République) ( 2 décembre 1852)
- Haïti : 15 janvier 1859
- République dominicaine : 25 mars 1865
- France : 4 septembre 1870 (Troisième République)
- Espagne : 11 février 1873 (Première République) ( 29 décembre 1874)
- Brésil : 15 novembre 1889

### XXesiècle
- Portugal : 5 octobre 1910 (Première République)
- Chine : 1912 (République de Chine)
- Chine : 1916 (République de Chine)
- Russie : 14 septembre 1917 (République russe)
- Estonie : 24 février 1918
- Tchéquie : 28 octobre 1918 (Tchécoslovaquie)
- Slovaquie : 28 octobre 1918 (Tchécoslovaquie)
- Lituanie : 2 novembre 1918
- Allemagne : 9 novembre 1918 (République de Weimar)
- Autriche : 12 novembre 1918
- Pologne : 14 novembre 1918
- Lettonie : 18 novembre 1918
- Finlande : 14 décembre 1918
- Irlande : 21 janvier 1919 (République irlandaise) ( 6 décembre 1922)
- Hongrie : 8 août 1919 (République de Hongrie) ( 29 février 1920)
- Turquie : 29 octobre 1923
- Grèce : 25 mars 1924 (Deuxième République) ( 3 novembre 1935)
- Espagne : 14 avril 1931 (Seconde République) ( 20 novembre 1975)
- Irlande : 29 décembre 1937
- Italie : 23 septembre 1943 (République sociale italienne)
- Islande : 17 juin 1944
- Corée du Nord : 15 août 1945
- Corée du Sud : 15 août 1945
- Indonésie : 17 août 1945
- Viêt Nam : 25 août 1945
- Serbie : 29 novembre 1945 (République fédérative socialiste de Yougoslavie)
- Monténégro : 29 novembre 1945 (République fédérative socialiste de Yougoslavie)
- Croatie : 29 novembre 1945 (République fédérative socialiste de Yougoslavie)
- Slovénie : 29 novembre 1945 (République fédérative socialiste de Yougoslavie)
- Bosnie-Herzégovine : 29 novembre 1945 (République fédérative socialiste de Yougoslavie)
- Macédoine du Nord : 29 novembre 1945 (République fédérative socialiste de Yougoslavie)
- Hongrie : 1 février 1946
- Italie : 2 juin 1946
- Bulgarie : 15 septembre 1946
- Roumanie : 30 décembre 1947
- Birmanie : 4 janvier 1948
- Israël : 14 mai 1948
- Allemagne : 23 mai 1949 (République fédérale d'Allemagne)
- Allemagne : 7 octobre 1949 (République démocratique allemande)
- Inde : 26 janvier 1950
- Égypte : 18 juin 1953
- Soudan : 1 janvier 1956
- Soudan du Sud : 1 janvier 1956 (dans le Soudan)
- Pakistan : 23 mars 1956
- Bangladesh : 23 mars 1956 (dans le Pakistan)
- Irak : 14 juillet 1956
- Tunisie : 25 juillet 1957
- Madagascar : 26 juin 1960 (Première République)
- République démocratique du Congo : 30 juin 1960
- Ghana : 1 juillet 1960
- Chypre : 16 août 1960
- Afrique du Sud : 31 mai 1961
- Rwanda : 1 juillet 1962
- Yémen : 27 septembre 1962
- Tanzanie : 9 décembre 1962 (Tanganyika)
- Nigeria : 1 octobre 1963
- Ouganda : 9 octobre 1963
- Zambie : 24 octobre 1964
- Kenya : 12 décembre 1964
- Singapour : 9 août 1965
- Malawi : 6 juillet 1966
- Botswana : 30 septembre 1966
- Burundi : 28 novembre 1966
- Guinée équatoriale : 12 octobre 1968
- Maldives : 11 novembre 1968
- Libye : 1 septembre 1969
- Guyana : 23 février 1970
- Cambodge : 18 mars 1970 (République khmère) ( 24 septembre 1993)
- Gambie : 24 avril 1970
- Sierra Leone : 19 avril 1971
- Sri Lanka : 21 mai 1972
- Afghanistan : 17 juillet 1973
- Grèce : 8 décembre 1974 (Troisième République)
- Malte : 13 décembre 1974
- Éthiopie : 21 mars 1975
- Érythrée : 21 mars 1975 (dans l'Éthiopie)
- Suriname : 25 novembre 1975
- Laos : 2 décembre 1975
- Trinité-et-Tobago : 1 août 1976
- Seychelles : 29 juin 1976
- Dominique : 3 novembre 1978
- Iran : 11 février 1979
- Kiribati : 12 juillet 1979
- Zimbabwe : 17 avril 1980
- Fidji : 6 octobre 1987
- Maurice : 12 mars 1992

### XXIesiècle
- Samoa : 11 mai 2007
- Népal : 28 mai 2008
- Barbade : 30 novembre 2021[1]